# Nassauischer Hausorden vom Goldenen Löwen

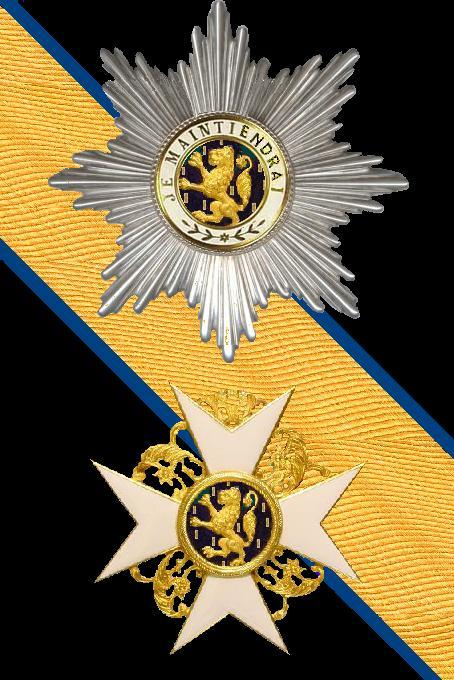
Orden vom Goldenen Löwen des Hauses Nassau

Ordensband

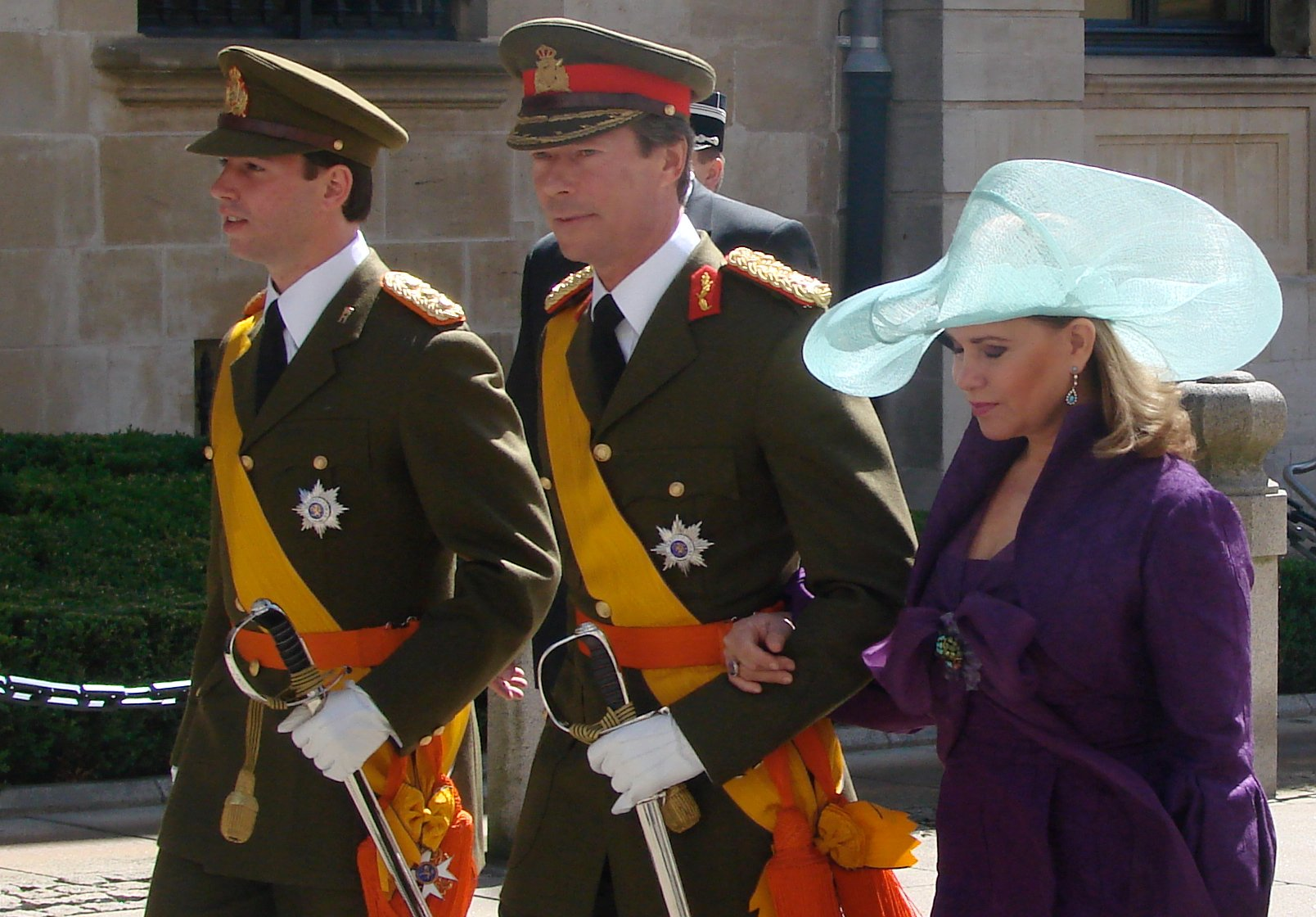
Großherzog Henri und Erbgroßherzog Guillaume mit den Insignien des Ordens (v. r. n. l.)

Der Nassauische Hausorden vom Goldenen Löwen, auch Orden vom Goldenen Löwen des Hauses Nassau (französisch Ordre du Lion d'Or de la Maison de Nassau, niederländisch Huisorde van den Gouden Leeuw van Nassau) ist der gemeinsame Hausorden des Königs der Niederlande und des Großherzogs von Luxemburg aus dem Haus Nassau.
Er ist der höchste Orden des Großherzogtums Luxemburg. In den Niederlanden ist er der höchste Hausorden, rangiert jedoch erst an dritter Stelle des niederländischen Ordenssystems hinter dem Großkreuz des Militär-Wilhelms-Ordens und des Ordens vom Niederländischen Löwen.

## Geschichte
Der Orden wurde am 29. Januar 1858 durch den niederländischen König Wilhelm III. und Adolph, Herzog von Nassau als gemeinsamer Hausorden gestiftet. Hintergrund der Stiftung war der 600. Jahrestag der Teilung des Hauses Nassau in die ottonische und die walramische Linie sowie das fünfzigjährige Bestehen des Herzogtums Nassau.
Der einstufig gestiftete Orden wurde per Beschluss von 13. März 1873 durch König Wilhelm III. auf die Klassen Großkreuz, Großoffizier, Offizier und Ritter erweitert, 1882 wurde die Komturklasse hinzugefügt. Nach Wilhelms Tod 1890 wurde der Orden nicht mehr vergeben. Adolph von Nassau verlieh ihn in Luxemburg ab 1892 und Wilhelmina in den Niederlanden ab 1905 jeweils wieder in nur einer Klasse.

## Ordensdekoration
Das Kleinod ist ein goldenes, weiß emailliertes Malteserkreuz mit je einem goldenen verzierten N (Nassau) in den Kreuzwinkeln. Auf das Kreuz ist ein goldumrandetes Medaillon aufgesetzt, das auf blauem Grund einen goldenen, ungekrönten nassauischen Löwen zeigt. Im Revers die dreizeilige goldene Inschrift Je maintiendrai („Ich werde bewahren“), das Motto des Hauses Nassau.
Der Ordensstern ist achtspitzig mit glatten Silberstrahlen. Im Mittelschild der nassauische Löwe, der von einem breiten, weißemaillierten, goldbordierten Ring umschlossen ist. Darauf im oberen Halbkreis in goldener Aufschrift Je maintiendrai, im unteren Halbkreis zwei goldene, mit einer Schleife zusammengebundene Eichenzweige.

## Trageweise
Getragen wird der Orden an einer orangegelben Schärpe mit blauen Randstreifen von der rechten Schulter zur linken Hüfte sowie mit dem achtstrahligen Stern auf der linken Brustseite.

## Verleihungen
Der Orden, der sehr spärlich verliehen wird, ist Souveränen vorbehalten. Er kann aber auch an Personen zur Verleihung kommen, die den Titel Exzellenz und mindestens den Rang eines Botschafters, Generalleutnants, Staatsministers, Erzbischofs oder eines obersten Hofbeamten besitzen. Die Prinzen des Hauses Nassau sind geborene Ritter.
Bis September 1988 wurde der Orden lediglich 252 mal verliehen.

### Bekannte Inhaber
- siehe: Ritter des Nassauischen Hausordens vom Goldenen Löwen